# Nado sincronizado nos Jogos Pan-Americanos de 1971
As competições de nado sincronizado nos Jogos Pan-Americanos de 1971 foram realizadas em Cali, Colômbia . Esta foi a terceira edição do esporte nos Jogos Pan-Americanos, após não ter sido disputada em Winnipeg 1967.

## Individual
| POSIÇÃO | NADADORA             |
| ------- | -------------------- |
|         | Heidi O'Rourke (USA) |
|         | Jojo Carrier (CAN)   |
|         | Eva Govezensky (MEX) |

## Dueto
| POSIÇÃO | NADADORAS                               |
| ------- | --------------------------------------- |
|         | Joan Lang & Heidi O'Rourke (USA)        |
|         | Jojo Carrier & Madeleine Ramsay (CAN)   |
|         | Eva Govezensky & Malke Govezensky (MEX) |

## Equipes
| POSIÇÃO | NAÇÃO              |
| ------- | ------------------ |
|         | USA Estados Unidos |
|         | CAN Canadá         |
|         | MEX México         |

## Quadro de medalhas
| Posição | Nação              |   |   |   | Total |
| ------- | ------------------ | - | - | - | ----- |
| 1       | USA Estados Unidos | 3 | 0 | 0 | 3     |
| 2       | CAN Canadá         | 0 | 3 | 0 | 3     |
| 3       | MEX México         | 0 | 0 | 3 | 2     |
| Total   | Total              | 3 | 3 | 3 | 9     |